# バダロナ・ドラックス
バダロナ・ドラックス（カタルーニャ語: Badalona Dracs、カタルーニャ語発音: [bəðəˈlonə ˈðɾaks]）は、スペイン・カタルーニャ州バルセロナ県バダロナに本拠地を置くアメリカンフットボールクラブ。ドラックスとは英語で「ドラゴンズ」（竜）を意味する。リーガ・ナシオナルに所属している。

## 歴史
1987年12月に創設され、当初はバダロナ・ドラッグス(Badalona Drags)という名称だった。1988年3月19日にはバダロナ・ドラッグスとイタリアのパレルモ・カージナルスの間でスペイン初のアメリカンフットボールの試合が開催され、12-18で敗れたものの歴史的な試合となった。1995年にはスペインの全国リーグであるリーガ・ナシオナルが創設され、バダロナ・ドラッグスも創設メンバーとなった。初年度の1995年シーズンにはレギュラーシーズンで9クラブ中4位の成績だったが、プレーオフでは決勝（LNFAボウル）まで進み、マドリード・パンテラスに敗れて準優勝の成績だった。4シーズン目の1998年シーズンには初優勝を遂げた。2004年にバダロナ・ドラックス(Badalona Dracs)に改称された。

## タイトル

### 全国タイトル
- リーガ・ナシオナル (9)

1998, 1999, 2002, 2003, 2004, 2014, 2016, 2017, 2018
- コパ・デ・エスパーニャ (2)

1999, 2004

### 地域タイトル
- カタルーニャ州リーグ (1)

1988
- カタルーニャ州カップ (6)

2003, 2010, 2011, 2012, 2013, 2014